# Täschhütte
Die Täschhütte ist eine Berghütte in den Schweizer Alpen. Sie liegt auf 2701 m inmitten der Viertausender der Mischabelgruppe auf dem Rinderberg, am Fuss des Alphubel-Rotgrates sowie oberhalb der Täschalp und der Talgemeinde Täsch. Besitzerin der Hütte ist die Sektion Uto in Zürich des Schweizer Alpen-Clubs (SAC).

## Geschichte
Die Täschhütte wurde 1945 mit 40 Plätzen als letzte von sieben Hütten der Sektion Uto aus Bruchstein erbaut und 1974 nach den Plänen von Jakob Eschenmoser erweitert. 2007/08 erfolgte eine Erweiterung auf 78 Schlafplätze (Zimmer, Lager und Duschen).
Die Lage der Hütte erlaubt einen Rundblick vom Monte-Rosa-Massiv im Süden bis zum Weisshorn und Zinalrothorn im Westen.

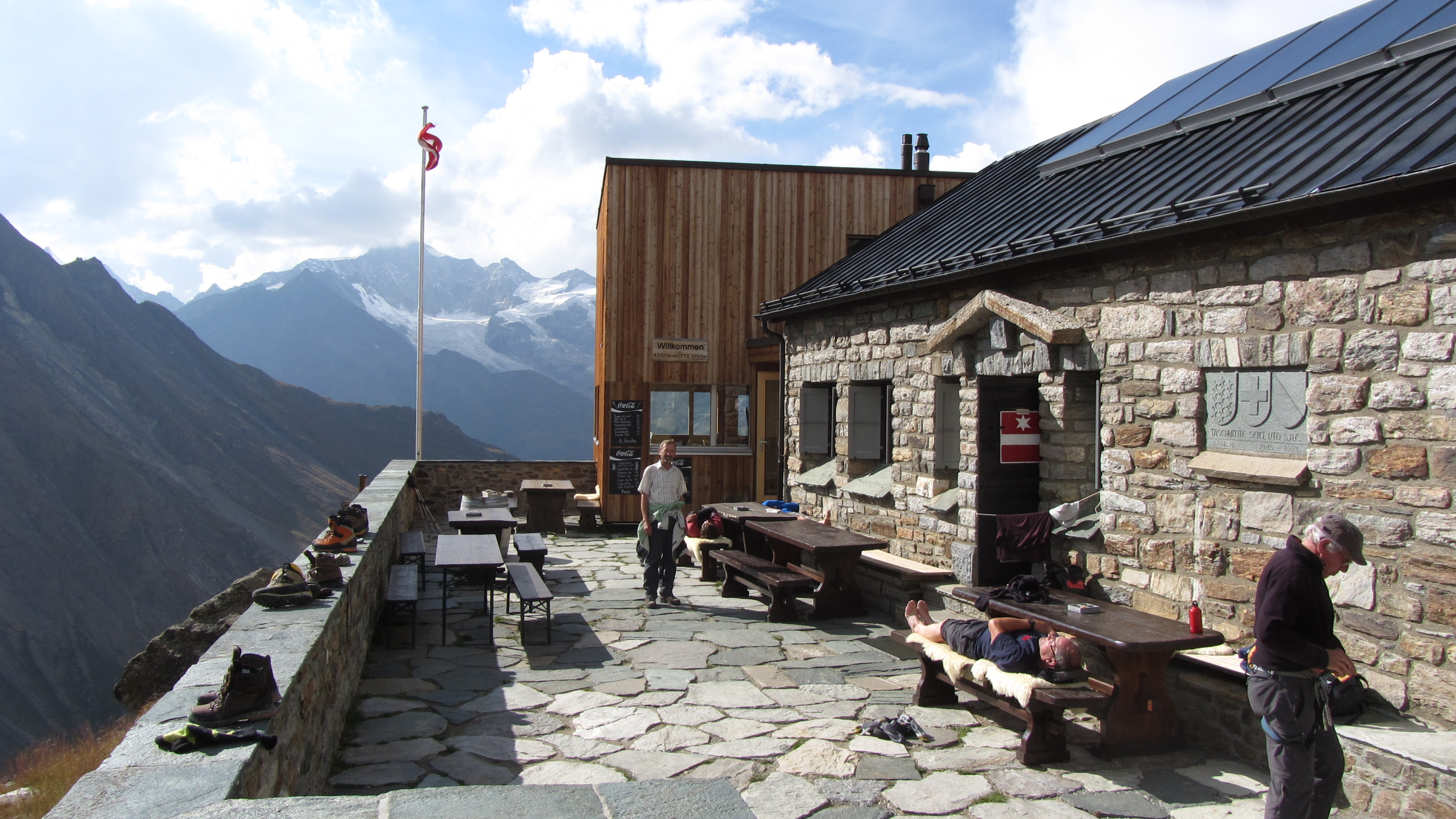
Alte Hütte mit Erweiterung

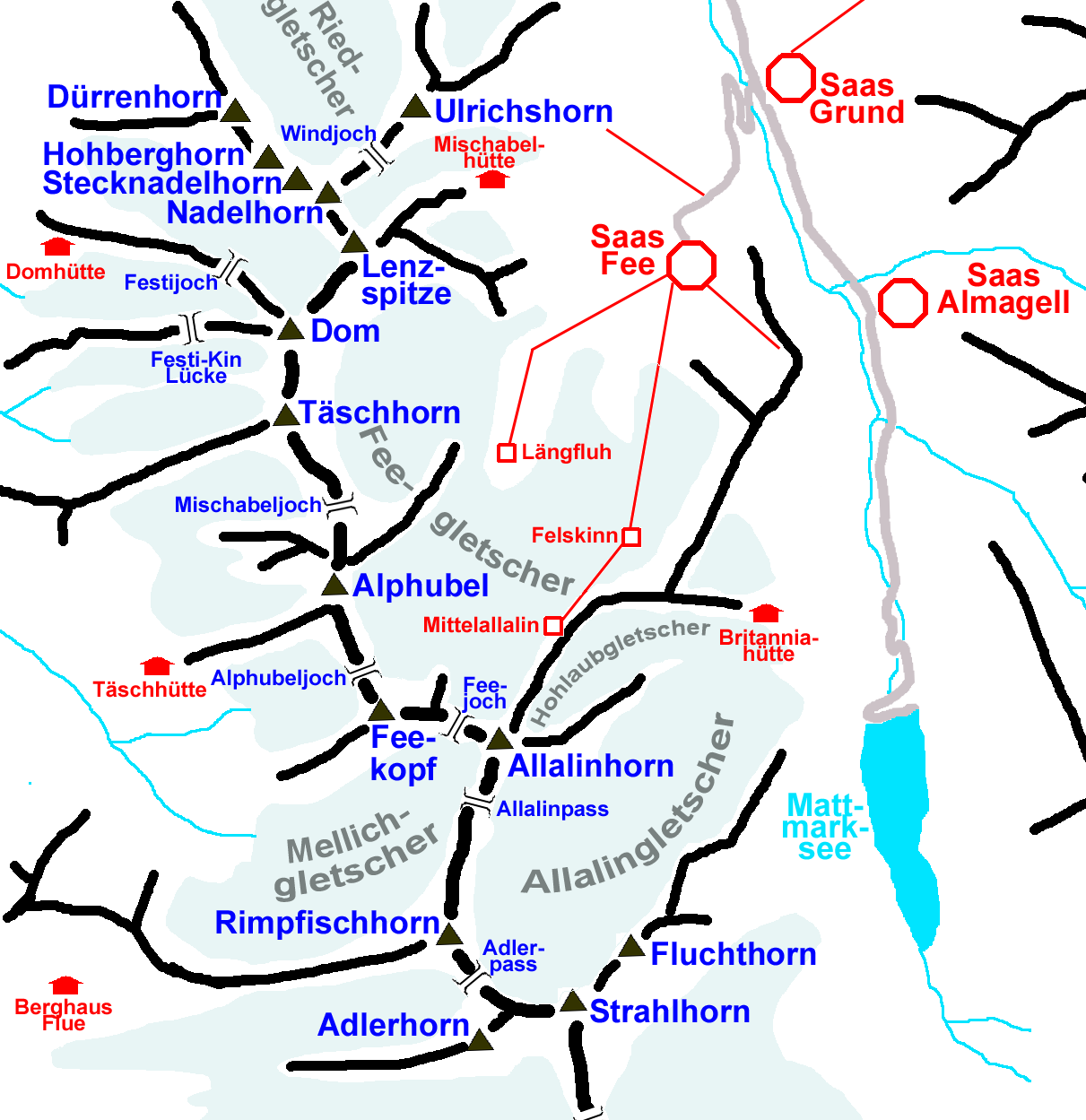
Lage der Hütte inmitten der Mischabelgruppe

## Aufstieg
- Täsch – Täschalp/Ottawan (mit PKW oder Taxi) – Täschhütte, Marschzeit: ab Täschalp 1 ¼ Std, ab Täsch 3 Std.
- Zermatt – Sunnegga – Täschalp/Ottawan – Täschhütte (Europaweg), Marschzeit: 3 ½ Std.

## Bergwanderungen
- Täschhütte – Fluh-/Pfulwepass 3155 m – (Pfulwegipfel 3314 m) – Bergrestaurant Fluhalp (Zermatt) (T3, 5 ½ Std.)
- Täschhütte – Täschalp – Tufternalp – Zermatt (4 Std.)
- Täschhütte – Täschalp (Europaweg) – Europahütte (3 ½ Std.)
- Täschhütte – Weingartensee (2 Std.) – Täsch (5 Std.)
- Täschhütte – Alphubelgletscher/see (2 Std.)

## Hoch- und Gletschertouren
- Übergänge Täschhütte – Allalinpass – Britanniahütte (Saas Fee)
- Täschhütte – Alphubeljoch – Längflue (Saas Fee)
- Die Täschhütte ist Ausgangspunkt für die 4000er: Allalinhorn, Alphubel, Dom, Rimpfischhorn, Strahlhorn, Täschhorn.